# 参宮鉄道

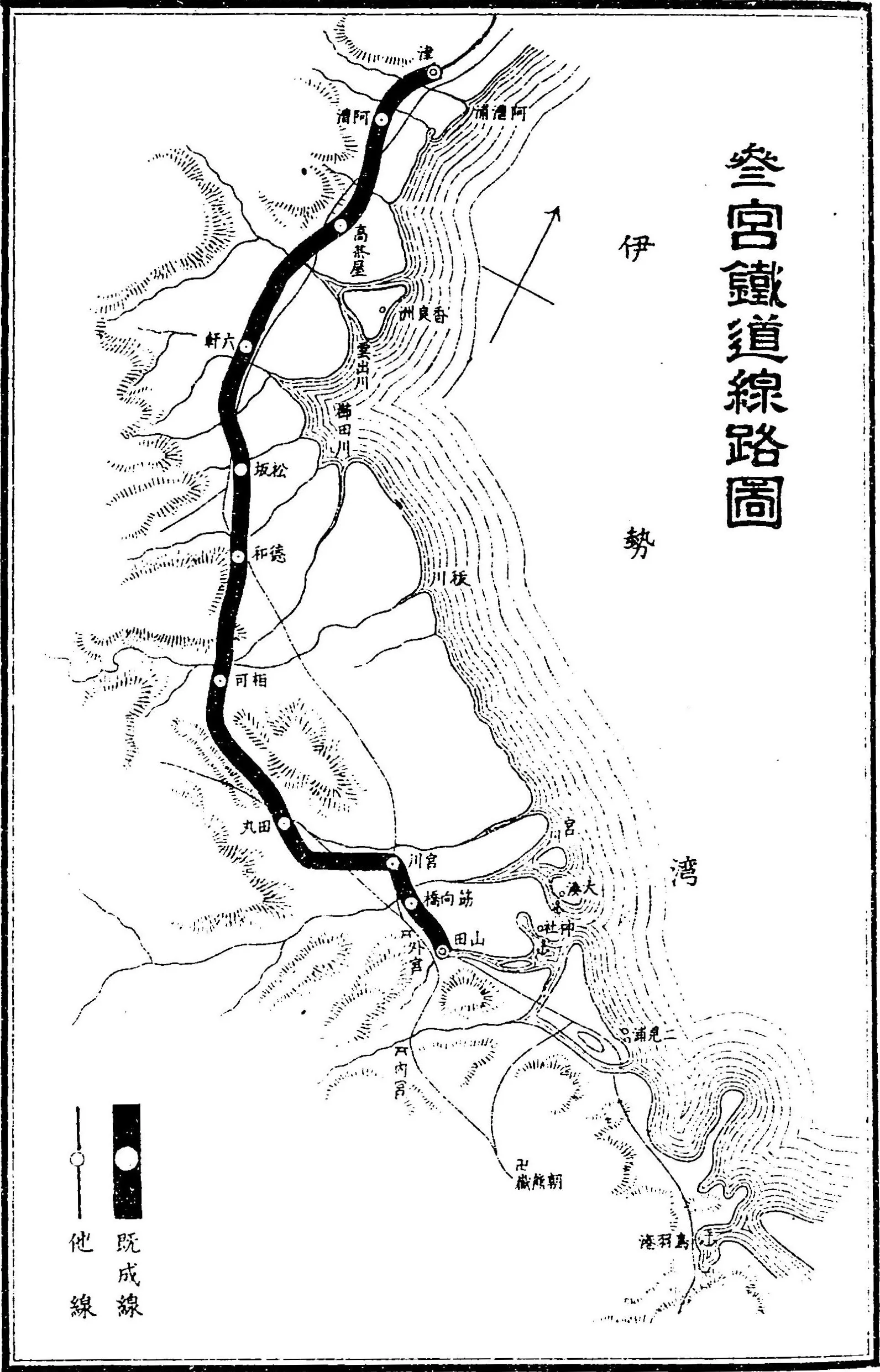
参宮鉄道株式会社　 1906年の路線図

参宮鉄道株式会社（）は、現在の東海旅客鉄道（JR東海）紀勢本線・参宮線の津 - 山田（現伊勢市）間を建設運営した三重県の私設鉄道である。伊勢神宮の参拝客を見込んで設立された。

## 歴史
1888年、関西鉄道の開業を見越し三重県度会郡宇治山田町（現在の三重県伊勢市）の北川矩一らが津 - 小俣の南勢鉄道を出願したが、鉄道国有論者の井上勝は「遊覧目的で殖産興業上は無意味、また短距離でもあり関西鉄道の延長を待つべし」と却下した。しかし翌年、渋沢栄一、大倉喜八郎、渡辺洪基、奈良原繁らの大物を加えたところ「伊勢神宮への参詣者も多く、急ぎ建設を要する、場合に依っては開業後関西鉄道と合併すればよいだろう」と一転して仮免許が与えられている。
1890年に参宮鉄道株式会社が設立され、路線は関西鉄道会社の亀山 - 津駅間に繋がり津駅から南下する路線となった。松阪 - 宮川は伊勢参詣者を生計の対象としている地元に配慮して伊勢参宮街道を離れた経路にした。1893年（明治26年）津 - 宮川間が開業、1897年（明治30年）には宮川橋梁が完成して山田までの全線が開業した。本社、工場も後に山田に移転している。山田より先、鳥羽までの延長を申請して免許されているが、同年1907年（明治40年）国有化され、着工および完成は官設鉄道の手による。また、買収価格の引き上げを意図したとも考えられる複線化、電化を申請して認可され、複線化は一部完成、電化は未着手に終わっている。この施設改良は国有化後一顧だにされず、複線化部分も第二次世界大戦中に金属供出のために撤去され、単線のまま1920-1930年代に発展した現在の近畿日本鉄道（近鉄）路線に機能を譲ってしまった。
地理的には関西鉄道の支線的位置であり、しかも片岡直温が共通の社長であったが、業績が良いためか合併せずに国有化を迎えた。

### 年表
- 1889年（明治22年） 津 - 小俣（宮川）間の鉄道建設を出願
- 1890年（明治23年）8月18日 関西鉄道との連絡を条件に免許[6]
- 1893年（明治26年）12月31日[7] 津 - 宮川23マイル58チェーン開業、同時に阿漕駅・高茶屋駅・松阪駅・相可駅（現多気駅）・田丸駅・宮川駅が開業[8]
- 1894年（明治27年）1月10日 六軒駅開業[9][10]
  - 12月 宮川 - 山田（現伊勢市）間延長申請
  - 12月31日 徳和駅開業[11][10]
- 1896年（明治29年）1月24日 宮川 - 山田間免許
- 1897年（明治30年）11月11日 宮川 - 山田間2マイル37チェーン開業、全線開通[12]
- 1898年（明治31年）4月 官設鉄道、関西鉄道と協定し京都 - 山田間に直通列車運転
- 1906年（明治39年）12月 山田 - 鳥羽間延長申請
- 1907年（明治40年）1月 複線化及び電化認可
  - 4月 複線化着工（未成）
  - 7月1日 山田 - 鳥羽間免許（未着工）
  - 10月1日 鉄道国有法により国有化

## 路線・駅一覧

路線図（1907年8月20日）

国有化直前（1907年9月30日現在）の路線と駅一覧を記す。
- 開業線：津 - 山田（26M10C=42.00km[14]）
津 - 阿漕 - 高茶屋 - 六軒 - 松阪 - 徳和 - 相可 - 田丸 - 宮川 - 筋向橋 - 山田
- 未成線：山田 - 鳥羽（12M48C）

## 輸送・収支実績
| 年度 | 乗客（人） | 貨物量（トン） | 営業収入（円） | 営業費（円） | 益金（円） |
| ---- | ---------- | -------------- | -------------- | ------------ | ---------- |
| 1893 | 176,935    | 784            | 46,423         | 23,365       | 23,058     |
| 1894 | 540,316    | 7,063          | 105,886        | 54,624       | 51,262     |
| 1895 | 736,442    | 8,721          | 154,772        | 46,119       | 108,653    |
| 1896 | 886,126    | 12,293         | 192,076        | 50,238       | 141,838    |
| 1897 | 1,083,036  | 15,629         | 232,691        | 75,363       | 157,328    |
| 1898 | 1,028,215  | 20,598         | 260,217        | 94,496       | 165,721    |
| 1899 | 1,173,246  | 31,108         | 292,892        | 106,471      | 186,421    |
| 1900 | 1,234,352  | 35,066         | 305,505        | 102,141      | 203,364    |
| 1901 | 1,177,218  | 31,135         | 313,468        | 106,335      | 207,133    |
| 1902 | 1,124,670  | 36,256         | 308,310        | 105,915      | 202,395    |
| 1903 | 1,181,113  | 38,266         | 340,773        | 105,833      | 234,940    |
| 1904 | 1,080,397  | 48,454         | 254,201        | 102,758      | 151,443    |
| 1905 | 1,217,612  | 52,205         | 322,452        | 121,236      | 201,216    |
| 1906 | 1,370,450  | 63,116         | 392,740        | 139,219      | 253,521    |
| 1907 | 1,128,992  | 44,333         | 331,612        | 111,465      | 220,147    |

- 「国有及私設鉄道運輸延哩程累年表」「国有及私設鉄道営業収支累年表」『鉄道局年報』明治40年度（国立国会図書館デジタルコレクション）より

## 車両
国有化に際して引き継がれた車輌は蒸気機関車10両、客車82両、貨車74両であった。

### 蒸気機関車
開業当初は山陽鉄道から機関車を借り入れた。自社所有になるものはいずれもタンク機で、形式は車軸配置1B1を1、1Bを2、1C1を3とした。
- 形式1 (1 - 4, 6)
2-4-2 (1B1) 形タンク機 - 英ナスミス・ウィルソン社 1894年 (1-3)、1896年 (4)、1896年 (6) 製
鉄道作業局L形と同形、鉄道院形式600形 651-655
- 形式2 (5)
2-4-0 (1B) 形タンク機 - 英ナスミス・ウィルソン社 1896年製
鉄道院形式100形 100
- 形式1 (7, 8)
2-4-2 (1B1) 形タンク機 - 汽車製造 1903年製 作業局L形のスケッチ
鉄道院形式800形 800, 801
- 形式3 (9, 10)
2-6-2 (1C1) 形タンク機 - 米ボールドウィン社 1907年製
鉄道院形式3050形 3050, 3051

### 客車
当初の客車は四輪車密閉区分客室の「マッチ箱客車」であったが、貫通扉を有しているのが特徴である。1903年ボギー車の使用を開始した。形式称号は、一等車「い」、一二等合造車「ろ」、二等車「は」、二三等合造車「わ」、三等緩急車を含む三等車「に」、郵便緩急車「ほ」、手荷物緩急車「へ」であった。官設鉄道への引継ぎ輌数は一等車2、一二等合造車6、二等車5、二三等合造車2、三等車57、同制動機付き1、三等郵便緩急車3、三等手荷物緩急車5、三等郵便手荷物緩急車1であった。
木製2軸車
- い1　1両　参宮鉄道山田工場製　定員17人　国有化後イ106（形式106） 一等車　形式図円卓付
- い2　1両　参宮鉄道山田工場製　定員24人　国有化後イ134（形式134） 一等車　形式図
- ろ1-4　4両　東京平岡工場製　定員一等8人二等10人　国有化後イロ256-259（形式253） 一二等車　形式図
- ろ5　1両　東京平岡工場製　定員一等8人二等10人　国有化後イロ327（形式327） 一二等車　形式図
- は1-5　5両　東京平岡工場製（1-4）参宮鉄道山田工場製（5）　定員24人　国有化後ロ767-769（形式767） 二等車　形式図
- に1-16、18-26、28-38　36両　東京平岡工場製三田製作所工場製松井工場製　定員50人　国有化後ハ2353-2388（形式2353） 三等車　形式図
- は45-54　10両　汽車会社工場製　定員48人　国有化後ハ2389-2398（形式2353） 三等車　形式図
- に39.40.43　3両　関西鉄道会社工場製　定員48人　国有化後ハ2399-2401（形式2353） 三等車　形式図
- に41.42.44　3両　関西鉄道会社工場製　定員44人　国有化後ハ2402-2404（形式2353） 三等車　形式図車体側面が樽状
- ほ1-3　3両　三田製作所工場製　定員8人　国有化後ハユ3473-3475（形式3473） 三等郵便車　形式図郵便室の外側に廊下が設けられている
- へ1-4　4両　東京平岡工場製　定員8人　国有化後ハニ3673-3676（形式3673） 三等手荷物緩急車　形式図
- へ5.6　2両　東京平岡工場製　国有化後ニ4336.4337（形式4336） 手荷物緩急車　形式図
- へ9　1両　東京平岡工場製　定員34人　国有化後フハ3309（形式3309） 三等車（手用制動機附）　形式図

木製ボギー車
- ろ6　1両　日本車輌製造会社工場製　定員一等16人二等24人　国有化後ホイロ5300（形式5300） 一二等車　形式図
- わ1　1両　汽車製造会社工場製　定員二等20人三等43人　国有化後ホロハ5770（形式5770） 二三等車　形式図
- わ2　1両　日本車輌製造会社工場製　定員二等22人三等34人　国有化後ホロハ5771（形式5770） 二三等車　形式図
- に55-59　5両　汽車製造会社工場製　定員86人　国有化後ホハ6730-6734（形式6730） 三等車　形式図
- ほ4　1両　日本車輌製造会社工場製　定員22人　国有化後ホハユニ8230（形式8230） 三等郵便手荷物緩急車　形式図外側に廊下が設けられている
- へ12　1両　日本車輌製造会社工場製　定員53人　国有化後ホハニ8390（形式8390） 三等手荷物緩急車　形式図

リンク先は国立国会図書館デジタルコレクションの『客車略図 上 下巻』

### 貨車
貨車は有蓋車「と」、無蓋車「ぬ」、魚車「ち」、家畜車「る」、鉄製有蓋車「り」、有蓋緩急車「を」があり、73両が引き継がれた。
- と1-9、11-25 参宮鉄道、平岡工場、松井工場製、有蓋貨車、国有化後ワ14961形（14961-14984）
- と26-29 日本車輌製造製、有蓋貨車、国有化後ワ6460形（6460-6463）
- と30-31、33-49 日本車輌製造製、有蓋貨車、国有化後ワ14985形（14985-15003）
- を1・2 平岡工場製、有蓋緩急車、国有化後ワフ4543形（4543-4544）
- り1 日本車輌製造製、鉄製有蓋貨車、国有化後テワ1002形（1002）
- ち1・2 平岡工場製、魚運車、国有化後ウ410形（410-411）
- る1 平岡工場製、家畜車、国有化後カ582形（582）
- ぬ1-10 平岡工場製、無蓋貨車、国有化後ト15798形（15798-15807）
- ぬ16-20 参宮鉄道製、無蓋貨車（材木車兼用）、国有化後トチ450形（450-454）
- ね11-15 松井工場参宮鉄道製、土運車、国有化後ツ3094形（3094-3098）

『貨車略図』明治四十四年、鉄道院（復刻鉄道史資料保存会1990年）計73両

### 車両数の推移
| 年度 | 機関車 | 客車 | 貨車 |
| ---- | ------ | ---- | ---- |
| 1893 |        | 30   | 6    |
| 1894 | 3      | 38   | 26   |
| 1895 | 3      | 40   | 24   |
| 1896 | 4      | 40   | 31   |
| 1897 | 5      | 55   | 34   |
| 1898 | 5      | 55   | 44   |
| 1899 | 5      | 56   | 44   |
| 1900 | 5      | 62   | 44   |
| 1901 | 6      | 65   | 49   |
| 1902 | 7      | 79   | 49   |
| 1903 | 8      | 79   | 49   |
| 1904 | 8      | 79   | 54   |
| 1905 | 8      | 79   | 54   |
| 1906 | 8      | 79   | 74   |

- 「私設鉄道現況累年表」『鉄道局年報』明治40年度（国立国会図書館デジタルコレクション）より

## 「参宮」を社名にする鉄道
「参宮鉄道株式会社」は本項目の伊勢の鉄道であるが、「参宮」を社名に戴く鉄道会社は他にも日本各地にある。一般名詞としての「参宮鉄道」は神社（または寺院）の参拝客輸送を目的として敷設された鉄道を指す。
- 鹿島参宮鉄道 - 鹿島神宮
- 参宮急行電鉄 - 伊勢神宮
- 琴平参宮電鉄 - 金比羅宮
- 筑前参宮鉄道 - 宇美八幡宮、筥崎宮
- 宇佐参宮鉄道 - 宇佐神宮